# Дерманська друкарня
Дерма́нська друка́рня — друкарня при Дерманському монастирі.
У 1602 році К. К. Острозький передав монастиреві устаткування Острозької друкарні.
Керівником Дерманської друкарні був брат С. Наливайка Дем'ян Наливайко. З нею пов'язана діяльність І.Борецького та інших діячів культури. У 1603-1604 роках в Дерманській друкарні було видано «Октоїх, сирєч Осмогласник», 1605 року — полемічний твір «Лист Мелетія…патріарха александрійського до…Ипатія Потея». Більшість видань Дерманської друкарні друкувалася тодішньою літературною українською мовою. У 1605 році друкарство в Дермані припинилося, а друкарське устаткування повернуто до Острога.